# Comté d'Anderson (Kansas)
Pour les articles homonymes, voir Comté d'Anderson et Anderson.
Le comté d’Anderson, en anglais : Anderson County, est l’un des 105 comtés de l’État du Kansas, aux États-Unis. Fondé le 25 août 1855, il a été nommé en hommage à J. C. Anderson, membre de la première législature du Territoire du Kansas.
Siège et plus grande ville : Garnett.

## Géolocalisation
|                  | Comté de Franklin | Comté de Miami   |
| Comté de Coffey  | Comté de Anderson | Comté de Linn    |
| Comté de Woodson | Comté d’Allen     | Comté de Bourbon |